# Projeção (álgebra relacional)
Geralmente indicada na literatura por {\displaystyle {\pi }} (a letra grega pi) produz um conjunto onde há um
elemento para cada elemento do conjunto de entrada, sendo que a estrutura dos membros
do conjunto resultante é definida nos argumentos da operação. Pode ser entendida como
uma operação que filtra as colunas de uma tabela. Por operar sobre apenas um conjunto de
entrada, a projeção é classificada como uma Operação unária.

## Sintaxe
{\displaystyle {\pi }} LISTA_ATRIBUTOS (RELAÇÃO)

## Exemplo
'{\displaystyle {\pi }}' NmFunc (FUNCIONÁRIO)
Essa expressão produz um conjunto contendo um elemento para cada funcionário, e cada
elemento contém apenas a informação referente a NmFunc da relação funcionário original.
FUNCIONARIO
| NrMatric | NmFunc        | DtAdm                 | Sexo |
| 1001     | JOSE DA SILVA | 10 de agosto de 2003  | M    |
| 1005     | MARTA LEITE   | 2 de março de 2004    | F    |
| 1035     | JOAO PEDRO    | 12 de janeiro de 2003 | M    |
| 1046     | RODRIGO SOUZA | 17 de agosto de 2005  | M    |
| 1065     | ANA SILVEIRA  | 15 de outubro de 2007 | F    |

Aplicando PROJEÇÃO: NMFUNC, teremos como resultado:
FUNCIONARIO´
| NmFunc        |
| JOSE DA SILVA |
| MARTA LEITE   |
| JOAO PEDRO    |
| RODRIGO SOUZA |
| ANA SILVEIRA  |

Agora estamos interessados em identificar todos os funcionários de sexo masculino
existentes no banco de dados. É uma situação que não podemos resolver com projeções
apenas, uma vez que deveremos descartar elementos do conjunto inicial. Para casos desse
tipo existe uma operação relacional chamada Seleção.

## Eliminação de duplicatas
A Eliminação de duplicatas consiste em eliminar duas ou mais linhas com os mesmos valores em suas colunas, mantendo uma única ocorrência desta linha.
A eliminação de duplicatas é implícita nas operações de Projeção.

## SQL
Em SQL a projeção corresponde a cláusula SELECT.
No exemplo anterior, a consulta poderia ser convertida para: 
```
SELECT NmFunc FROM Funcionario
```

## O comando SELECT
Para eliminação de duplicatas, utilizamos o distinct: SELECT[distinct] lista_atributos
```
Exemplo: Buscar as especialidades dos médicos;
Tabela: 
Medicos
(CRM, nome, idade, especialidade)
Expressão: SELECT 
distinct
 especialidade FROM Medicos
```

Podemos, ainda, obter o retorno de valores calculados utilizando operadores aritméticos (+,-,*,/), ou por invocação de funções de agregação:
```
• 
COUNT
: Contador de ocorrências de um atributo;
• 
MAX / MIN
: Valores máximo / mínimo de um atributo;
• 
SUM
: Somador de valores de um atributo;
• 
AVG
: Média de valores de um atributo;
```